# Odaja tajni
Odaja tajni skrivena je odaja koju je prije više od tisuću godina sagradio Salazar Slytherin bez znanja ostalih utemeljitelja Hogwartsa. Slytherin je Odaju zapečatio tako da je može otvoriti samo njegov pravi baštinik. Jedino taj njegov baštinik može otvoriti Odaju, osloboditi iz nje zatočenu neman (baziliska) i poslužiti se njome kako bi očistio školu od svih učenika koji nisu čistokrvni čarobnjaci (jer oni prema Slytherinovom mišljenju ne zaslužuju da uče magiju).
Ulaz u Odaju tajni nalazi se u ženskom WC-u na drugom katu, a može ga otvoriti samo osoba koja govori parselski jezik.
Odaja je prvi put otvorena oko 1942. godine, a otvorio ju je Tom Riddle, kasnije prozvan Lord Voldemort na svojoj 5. godini. Drugi put je otvorena 30. listopada 1992. godine, a otvorila ju je Ginny Weasley koju je opsjeo Lord Voldemort preko svog dnevnika. Kada je prvi put Odaja otvorena jedna učenica je poginula (Plačljiva Myrtle).
Odaju su pokušali pronaći mnogi ravnatelji i ravnateljice Hogwartsa, no neuspješno. Prva osoba koja je pronašla Odaju bio je Tom Riddle, a nakon njega Ron Weasley i Harry Potter, koji je ubio baziliska i uništio Voldemortov dnevnik te tako spasio školu od zatvaranja.

## Ostalo
- Bazilisk